# Six Jours de Fiorenzuola d'Arda
Les Six Jours de Fiorenzuola d'Arda, également appelées Sei giorni delle Rose, sont une course cycliste de six jours disputée à Fiorenzuola d'Arda, dans la province de Plaisance, en Émilie-Romagne, en Italie. Ils ont été créés en 1998 et sont disputés au mois de juillet.

## Palmarès
| Année | Vainqueur                           | Deuxième                             | Troisième                            |
| ----- | ----------------------------------- | ------------------------------------ | ------------------------------------ |
| 1998  | Giovanni Lombardi Bruno Risi        | Adriano Baffi Marco Villa            | Gerd Dörich Carsten Wolf             |
| 1999  | Mario Cipollini Andrea Collinelli   | Kurt Betschart Bruno Risi            | Giovanni Lombardi Silvio Martinello  |
| 2000  | Andrea Collinelli Silvio Martinello | Ivan Quaranta Marco Villa            | Kurt Betschart Bruno Risi            |
| 2001  | Ivan Quaranta Marco Villa           | Stefan Steinweg Erik Weispfennig     | Giovanni Lombardi Scott McGrory      |
| 2002  | Matthew Gilmore Scott McGrory       | Giovanni Lombardi Bruno Risi         | Ivan Quaranta Marco Villa            |
| 2003  | Juan Curuchet Giovanni Lombardi     | Matthew Gilmore Scott McGrory        | Devid Garbelli Marco Villa           |
| 2004  | Giovanni Lombardi Samuele Marzoli   | Iljo Keisse Franco Marvulli          | Ivan Quaranta Marco Villa            |
| 2005  | Matthew Gilmore Iljo Keisse         | Samuele Marzoli Marco Villa          | Juan Curuchet Walter Pérez           |
| 2006  | Franco Marvulli Marco Villa         | Marc Hester Samuele Marzoli          | Sebastián Donadio Mauro Abel Richeze |
| 2007  | Franco Marvulli Bruno Risi          | Juan Curuchet Walter Pérez           | Joan Llaneras Marco Villa            |
| 2008  | Franco Marvulli Bruno Risi          | Kenny De Ketele Iljo Keisse          | Robert Slippens Danny Stam           |
| 2009  | Alexander Aeschbach Franco Marvulli | Jacopo Guarnieri Bruno Risi          | Alois Kaňkovský Petr Lazar           |
| 2010  | Michael Mørkøv Alex Rasmussen       | Franco Marvulli Walter Pérez         | Jacopo Guarnieri Danny Stam          |
| 2011  | Jacopo Guarnieri Elia Viviani       | Leif Lampater Franco Marvulli        | Martin Bláha Jiří Hochmann           |
| 2012  | Franco Marvulli Tristan Marguet     | Milan Kadlec Alois Kaňkovský         | Vojtěch Hačecký Jiří Hochmann        |
| 2013  | Shane Archbold Dylan Kennett        | Ievgueni Kovalev Ivan Kovalev        | Tristan Marguet Loïc Perizzolo       |
| 2014  | Alex Buttazzoni Marco Coledan       | Olivier Beer Tristan Marguet         | Nikolay Zhurkin Ivan Kovalev         |
| 2015  | Alex Buttazzoni Elia Viviani        | Michele Scartezzini Francesco Lamon  | Jan Dostál Ondřej Vendolský          |
| 2016  | Michele Scartezzini Elia Viviani    | Morgan Kneisky Benjamin Thomas       | Tristan Marguet Gaël Suter           |
| 2017  | Morgan Kneisky Benjamin Thomas      | Tristan Marguet Théry Schir          | Lukem Lichnovsky Christos Volikakis  |
| 2018  | Liam Bertazzo Francesco Lamon       | Tristan Marguet Théry Schir          | Yauheni Akhramenka Raman Tsishkou    |
| 2019  | Davide Plebani Michele Scartezzini  | Chrístos Volikákis Zafíris Volikákis | Vitaliy Hryniv Roman Gladysh         |
| 2020  | Davide Plebani Stefano Moro         | Francesco Lamon Michele Scartezzini  | Jan-Willem van Schip Yoeri Havik     |
| 2021  | Benjamin Thomas Donavan Grondin     | Elia Viviani Simone Consonni         | Tristan Marguet Théry Schir          |
| 2022  | Filippo Ganna Michele Scartezzini   | Mateusz Rudyk Daniel Staniszewski    | Matteo Donegà Stefano Moro           |
| 2023  | Elia Viviani Michele Scartezzini    | Liam Walsh Peter Moore               | Lev Gonov Ivan Smirnov               |
| 2024  | Lev Gonov Ivan Smirnov              | Viktor Bugaenko Daniil Zarakovskiy   | Davide Boscaro Michele Scartezzini   |